# Maryam Heydarzadeh
Maryam Heydarzadeh, född 20 november 1977 i Teheran, Iran, är en persisk poet och artist. Hon är blind.
Hennes poesi har använts av många persiska artister. Faghat bekhatere to (Bara för dig) utkom 2000, skriven av Heydarzadeh och framförd av popstjärnan Mansour, det kom att bli en av de största popsångerna efter den iranska revolutionen 1979. Hon har skrivit ett flertal böcker.